# Thaiboksning
| Portal | Portal:Sport |

Thaiboksning på dansk eller Muaythai (thai: มวยไทย – en udtalemæssigt dansk tilnærmelse vil være "mwøj taaj") på thailandsk er Thailands nationale kampsport, der menes at kunne føres tilbage til det 16. århundrede.

## Historisk
Da den burmesiske hær nedbrændte og jævnede Ayutthaya med jorden, gik arkiverne om muaythais historie tabt. Den første store bølge af interesse for muaythai som sport var under kong Naresuan i 1584, en tid kendt som Ayutthaya-perioden. I denne periode blev soldaterne uddannet i muaythai.
Op til 1920'erne var muaythai en del af de offentlige skolers pensum, men muaythai blev derefter afskaffet i skolerne grundet skaderne, som sporten medfører.
Oprindeligt blev der konkurreret uden runder, med hampereb om hænderne og kokosnød-skaller som skridtbeskyttere. I 1930'erne, på grund af vestlig indflydelse, blev der indført vægtklasser, 3-minutters omgange, samt udstyr, som det kendes fra boksning.

## Muaythai i Thailand
I Thailand er der over 60.000 (2006) fuldtidsudøvere af sporten,[kilde mangler] og konkurrencerne kan ses i stadioner fordelt over hele landet. Både kvinder, mænd og børn dyrker thaiboksning. De største og mest prestigefyldte konkurrencer foregår i et af Bangkoks to store stadioner, Ratchadamnoen og Lumphini. Hvoraf Lumphini er det ældste stadium. Entré for udlændinge er fra 1500 til 3000 baht alt efter hvilken klassen, man ønsker at sidde på (juli 2012). Der kan købes billetter til 3., 2. eller 1. klasse (ringside). Under konkurrencerne er hasardspil populært, til trods for at gamblingen officielt er forbudt.[kilde mangler]

### Kritik
Det kritiseres at børn ned til angiveligt 3-4 årsalderen bokser for penge. Eksperter i Thailand anslår, at op mod 300.000 børn deltager i professionelle thaiboksekampe for at tjene lidt ekstra penge til deres fattige familier, hvilket kan indbringe op til en hel månedsløn, hvis barnet sejrer i ringen. Det foregår typisk ude på landet i fattige byer, hvor der fredag aften bliver stillet en boksering op på en udtørret rismark – folk strømmer til for at spille på kampene – thailændere elsker at se børn bokse, og det er ikke skuespil når de er i ringen, de bliver ved med at kæmpe, indtil klokken ringer eller en kollapser. Diagnostic Imaging Center i Bangkok har fulgt flere end 300 børn, der dyrker thaiboksning, scannet deres hjerner, og nøje undersøgt, hvordan de udvikler sig i forhold til almindelige børn. Professor Jiraporn Laothamatas fra centret fortæller, at børnene i gennemsnit får mellem 20 og 40 stød til hovedet per runde i en kamp, som løber over tre runder. Forskerne mener at kunne bevise, at hvis man dyrker thaiboksning over en femårig periode, så mister man 10 procentpoint af sin intelligenskvotient. Et studie i 2018 viste for eksempel at ikke-boksende unge scorede mellem 90 og 110 point, hvilket giver dem mulighed for at gennemføre en diplomuddannelse eller bachelorgrad, mens en barnebokser med mere end fem år i boksekarrieren, kun scorede 84 point. Studerende der scorer mellem 80 og 89 IQ-point er normalt kun i stand til at fuldføre gymnasiet. Undersøgelsen viste hjerneskader og hukommelsestab, samt en høj risiko for neurologiske lidelser blandt unge boksere sammenlignet med deres ikke-boksende jævnaldrende. Studiet fandt at omkring 100.000 barneboksere var under 15 år, på trods af 1999 Boxing Act fordrer at alle boksere skal være over 15 år gamle. Da børnene ikke er formelt registreret, kan de kun kæmpe ved uautoriserede stævner, eller ved begivenheder, der afholdes ved hjælp af lovens smuthuller. Børnene var ikke altid forsynet med tilstrækkeligt sikkerhedsudstyr. Studiet konkluderede, at børneboksning om penge falder inden for børnearbejde i strid med FN's Konvention om Børns Rettigheder.
Reglerne for børneboksning siger, at bokserne skal være registreret før en kamp, og at unge behøver forældrenes accept, før de kan registreres. Kamparrangører må ikke tillade kampe med unge under 15 år uden forudgående tilladelse fra en formynderregistrant. Ordentligt beskyttelsesudstyr skal være tilgængeligt. Ingen børn under 12 år kan deltage i en boksekamp. Matchfixing straffes med bøde på 100.000 baht (cirka 20.000 DKK) eller op til 5-års fængsel, eller begge, for dommere fordobles straframmen. Den 10. november 2018 blev en 13-årig dreng slået bevidstløs i tredje omgang af sin 14-årige modstander, i en kamp om penge i Samut Prakan-provinsen, syd for Bangkok. Der blev ikke anvendt hovedbeskyttelse. Drengen havde fået en hjerneblødning og forblev bevidstløs, indtil han døde to dage senere. Episoden rejste atter debat om reglerne for børneboksning.

## Regler
Alle dele af kroppen må rammes, undtagen baghovedet, ryggen samt skridtet. Alle dele af legemet, undtagen hovedet, må bruges til at angribe modstanderen. Af de mest almindelige angreb kan nævnes slag til hoved og krop, albuer til ansigtet, spark til hoved, krop og ben samt knæ til ribben. Slag bliver betragtet som det "svageste" angreb, mens spark har til formål at nedbryde modstanderen; knæ og albuer anses for de mest effektive angreb og bruges til at afgøre konkurrencen fra "clinchen".

## Træningsmuligheder
Thaiboksning er de senere år blevet mere og mere populært i Europa.[kilde mangler] Dette kan skyldes den øgede popularitet af MMA, hvor mange af udøverne træner thaiboksning kombineret med Brazilian jiu-jitsu.[kilde mangler]
I de mest turistede områder i Thailand er der ofte et eller flere Gyms, hvor man kan få lov til at træne med som udlænding.[kilde mangler] Prisen ligger normalt mellem 200 og 300 TB for et 2-timers træningspas. Træning i det varme klima øger kroppens belastning. Sparringen foregår sædvanligvis under fuldkontaktregler.[kilde mangler]
I Danmark eksisterer der den dag i dag rigtig mange danske klubber, hvor der trænes thaiboksning.

## Organisering
Alle har mulighed for at træne thaiboksning i de danske klubber, der er placeret i hele landet.
Dansk Muaythai Forbund (forkortet DKMF) er det officielle forbund for Dansk Thaiboksning i Danmark. Forbundet er stiftet af en sammenslutning af danske Thaibokseklubber i 2002.
Som thaiboksning har udviklet sig igennem de seneste 20 år, har man valgt at danne et forbund, der skal rådgive, støtte og udvikle thaiboksningen i Danmark og hjælpe klubbernes medlemmer igennem karrieren både nationalt og internationalt.